# Biogeografie van A tot Z
Verwante overzicht is:
- Biologie van A tot Z

## A
Adventief - Afrotropisch gebied - Agriofyt - Akolutofyt - Archeofyt - Areaal - Atlantische gemengde bossen - Australaziatisch gebied - Autochtoon (biogeografie)

## B
Bedreigde soort - Beschermingsstatus - Biodiversiteitshotspot - Biogeografie - Biologische Waarderingskaart - Bioom - Bioregio - Broedvogel

## C
California Floristic Province - Centraal Hoogland - Corine - Cultuurgewas - Cultuurvolger

## D
Disjunct verspreidingsgebied - Doornstruweel van Madagaskar - Doortrekker - Droge loofbossen van Madagaskar

## E
Ecoregio - Ecozone - Efemerofyt - Eilandbiogeografie - Endemie (biogeografie) - Epoecofyt - Ergasiofygofyt - Ergasiofyt - Exoot - Extinctie

## F
Fauna (overzichtswerk) - Flora (overzichtswerk) - Flora (plantkunde) - Flora van Madagaskar - Floradistrict - Florarijk - Floristiek

## G
Gastvogel - Great American Biotic Interchange

## H
Heideachtig struikgewas van Madagaskar - Holarctisch gebied - Holarctisch gebied

## I
Idiochorofyt - Inburgering (biogeografie) - Ingeburgerde plant - Inheems - Invasieve soort

## J
Jaargast - Jaarvogel

## K
Kaapflora - Kaapflora - Kolonie (biologie) - Kolonisatie (biologie) - Kosmopolitische verspreiding

## L
Laaglandbossen van Madagaskar - Landbrug - Lijn van Weber - Lijst van exoten in de Benelux

## M
Malesië - Mangrovebossen van Madagaskar - Massa-extinctie

## N
Nearctisch gebied - Neofyt - Neotropisch gebied

## O
Oriëntaals gebied

## P
Paleotropis - Palearctisch gebied - Pantropisch - Pioniersoort - Plantengeografie - Plantengeografisch District

## R
Refugium (ecologie) - Renodunaal district - Rode Lijst van de IUCN

## S
Savanne en graslanden van de Trans Fly - Standvogel - Status (biogeografie) - Stinsenplant - Subtropische bossen van Madagaskar - Succulente boslanden van Madagaskar - Succulenten-Karoo - Synantrope plant

## U
Uitsterven - Urbaan district

## V
Vegetatieperiode - Verspreidingsgebied - Vicariant - Vogeltrekstation

## W
Waddendistrict - Waddendistrict - Wallacea - West-Palearctisch gebied - Wintergast

## X
Xenofyt

## Z
Zomergast - Zomervogel